# Ardori
Ardori (ou Adori) est une localité du Cameroun située dans le canton de Boundéri, dans la commune de Mora, dans le département du Mayo-Sava et la région de l'Extrême-Nord, 

## Géographie
Ardori se situe à l'extrême-nord du département, à proximité de la frontière avec le Nigeria et à proximité du parc national de Waza.

## Population
Lors du recensement de 2005, 819 personnes y ont été dénombrées, dont 223 hommes et 233 femmes.

## Boko Haram
Ardori a été le théâtre de plusieurs événements relatifs à la lutte contre Boko Haram et à la présence d'un poste avancé de la Force multinationale mixte (FMM).
- Dans la nuit du 1er décembre 2016 au 2 décembre 2016, la Force multinationale mixte repousse une attaque de Boko Haram dans le Village[2].

- Le 29 avril 2017, le sergent René Paul Njock est frappé à la tête, alors qu'il est en service au poste avancé d'Ardori, en s'interposant dans une altercation entre des soldats de rangs du Bataillon d'intervention rapide (BIR) et des soldats de la Force multinationale mixte. Il meurt des suites de ses blessures à l'hôpital régional militaire de Maroua[3].

- 20 janvier 2018, le corps d'un cultivateur de Ardori, dont l'assassinat a été attribué à Boko Haram a été retrouvé à Limani[4].

Le village de Ardori a constitué un comité de vigilance contre Boko Haram.